# Philiris leucoma
Philiris leucoma är en fjärilsart som beskrevs av Tite 1963. Philiris leucoma ingår i släktet Philiris och familjen juvelvingar. Inga underarter finns listade i Catalogue of Life.